# Eiken
Pour les articles homonymes, voir Eiken (homonymie).
Eiken est une commune suisse du canton d'Argovie, située dans le district de Laufenburg.

Photo aérienne (1954).